# Kabakovo (Territorio dell'Altaj)
Kabakovo (in lingua russa Кабаково) è un centro abitato del Territorio dell'Altaj, situato nell'Alejskij rajon.